# Parathyreus
Parathyreus es un género de coleóptero de la familia Geotrupidae.

## Especies
Las especies de este género son:
- Parathyreus bahiae
- Parathyreus fissicollis
- Parathyreus fulvescens
- Parathyreus lobatus
- Parathyreus rectus
- Parathyreus trituberculatus